# Клодієва дорога

Римські дороги в Італії

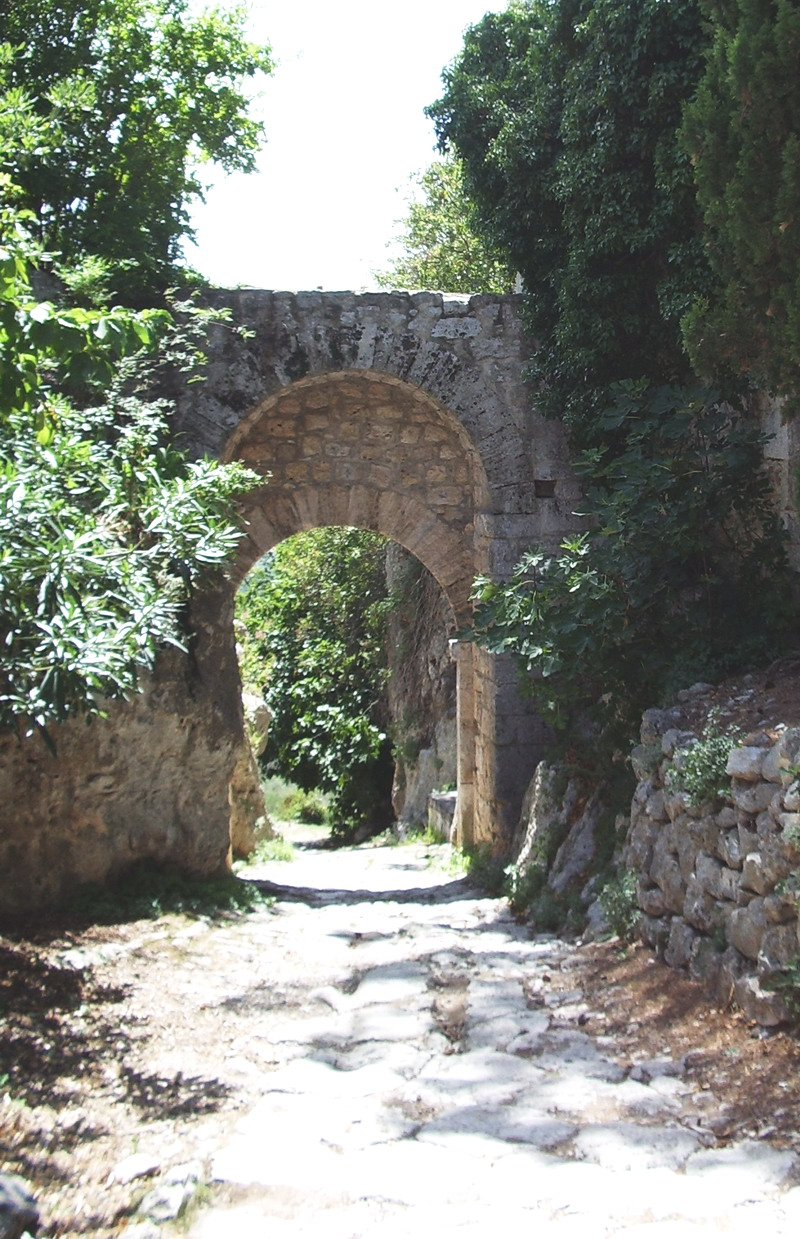
Клодієва дорога біля Porta Romana, Сатурнія, Тоскана

Клодієва дорога (лат. Via Clodia) — римська дорога, збудована між Кассієвою дорогою та Аврелієвою дорогою. На відміну від двох останніх, що використовувалися здебільшого з військовою метою, Клодієва дорога переважно використовувалась для торгівлі.
Дорога йшла з Рима на північний захід, в Етрурію, збігаючись протягом перших 11 км з Кассієвою дорогою.
Походження дороги достеменно невідоме, проте більшість дослідників вважає, що дорога була збудована римлянами на місці колишньої дороги етрусків. У будь-якому разі дорога вже існувала наприкінці III століття до н. е., і приблизно 225 року до н. е. була замощена.
Також достеменно невідомо походження назви. Між 273 і 225 роками до н. е. були три політичні діячі — Кладіус Каніна (лат. Claudius Canina), Клаудіус Руссус (лат. Claudius Russus) та Клаудіус Цент (лат. Claudius Centho), на честь кого могла бути названа дорога.